# Айфонография
Айфонография (англ. iPhoneography) — это ветвь мобилографии, которая предусматривает вывод на первый план функций фотокамеры в тех приборах, где сначала эта функция была заявлена как дополнительная. Появилась, как можно понять из названия, вместе с появлением Apple iPhone в 2007 году. В более узком смысле, айфонография — это искусство фотографирования на смартфон, чаще — Apple iPhone. В отличие от обычной фотографии, айфонография имеет определённые характерные особенности.

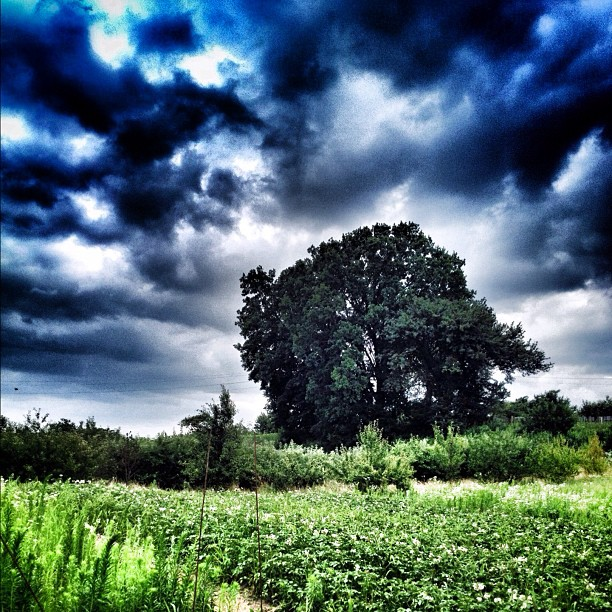
«Перед грозой». Фото-пример айфонографии.

Суть айфонографии заключается не просто в фотографировании смартфоном, но и обязательной художественной обработке фото с помощью программных средств на самом мобильном устройстве.
Число поклонников этого вида фотографий постоянно растёт. Они загружают свои произведения на фотохостинги, продают онлайн. Фотографы участвуют в выставках и мастер-классах.
В фотосъёмке мобильным телефоном есть множество нюансов и требований, однако отсутствуют некоторые весьма полезные функции (например сменные объективы, светосильная оптика, наличие ручной фокусировки), которые есть на полноценных камерах.
Айфонография мобильнее, чем съёмка на традиционные аппараты, и сделать хороший снимок телефоном в силу более скромных мощностей камеры сложнее.
До недавнего времени произведения айфонографии определялись только как фото, созданные с помощью iOS-устройства, однако сейчас в границы айфонографии попадают фото, созданные и с помощью Android-смартфона из-за общности приложений и фотосервисов для этих мобильных операционных систем (впервые эти приложения появились для iOS устройств, поэтому закрепилось название «айфонография»).

## История
Айфонография появилась вместе с появлением первого поколения Apple iPhone с камерой в 2 мегапикселя в 2007 году.
Далее этот способ фотографирования начал быстро набирать популярность. С последующим улучшением камеры Apple iPhone, а именно разрешение и качество изображения, профессиональные фотографы активно заинтересовались этим направлением и начали признавать ценность iPhone-фотографии. В частности известный фотограф Дамон Винтер, создавший ряд в получил награды за своё создание ряда фотографий в стиле хипстоматики запечатлев бои в Афганистане. Известное новостное издание New York Times опубликовало серию репортажей, посвящённую данной теме.
Появились сообщества поклонников айфонографии в Интернете, начали активно интересоваться и популяризовывать её.
С выходом Instagram в 2010 году, направление стало более социальным. Людям была предоставлена возможность быстро создавать новые фото, затем наложить несколько простых эффектов и выложить их в сеть и все это не покидая окошка программы. С ростом популярности Instagram, росла также и популярность айфонографии.

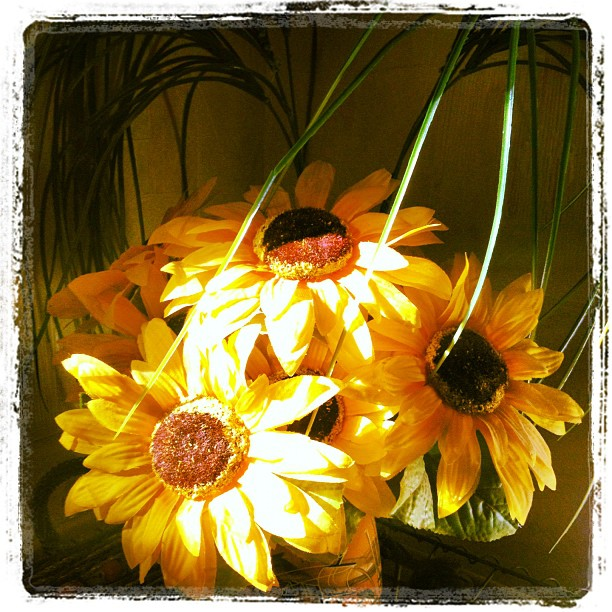
«Подсолнухи»

Айфонография приобрела такую большую популярность, что её как предмет начали изучать в учебных заведениях. Так, лондонский колледж стал первым в мире учебным заведением, где студентам предложили новый курс — айфонография, или как научиться профессионально фотографировать с помощью iPhone.
«Камера, которая всегда с тобой», — так преподаватели нового курса в лондонском Кенсингтон и Челси Колледже говорят о главном преимуществе смартфонов. Они лёгкие, стоят недорого по сравнению с профессиональной фототехникой, и просты в использовании. Надо только научиться.
Идея выделить айфонографию в отдельный предмет пришла в голову Ричарду Грею, профессиональному фотографу с 25-летним стажем. По его словам, студенты даже и не подозревают, что с помощью iPhone, кроме звонков и выхода в Интернет, можно создавать интересные фотографии.
Центром айфонографии называют Лондон. В конце 2011 года там, в галерее Acquire Gallery, прошла выставка Pixel This, участие в которой было бесплатным, а победители получили призы.
Впоследствии были анонсированы версии приложений для мобильной операционной системы Android (поскольку эта операционная система является одной из самых распространённых в мире, то к этому направлению фотографии может присоединиться множество людей со значительно более доступными устройствами).
Как и любое искусство, айфонография является интернациональной, не знает ограничений и границ, поэтому во многих странах мира появились локальные сообщества и группы поклонников, которые все больше распространяют его в своих государствах.

## Характерные особенности
- фото созданы исключительно смартфоном
- фото обработаны исключительно на смартфоне
- изменены яркость / контрастность
- к фото применяются фильтры и эффекты
- может добавляться рамка
- можно использовать различное мобильное программное обеспечение, даже сразу несколько приложений
- изображения часто квадратной формы